# العلاقات التركية الغيانية
العلاقات التركية الغيانية هي العلاقات الثنائية التي تجمع بين تركيا وغيانا.

## مقارنة بين البلدين
هذه مقارنة عامة ومرجعية للدولتين:
| وجه المقارنة                                              | تركيا         | غيانا        |
| --------------------------------------------------------- | ------------- | ------------ |
| المساحة (كم2)                                             | 783.56 ألف    | 214.97 ألف   |
| عدد السكان (نسمة)                                         | 80.14 مليون   | 777.86 ألف   |
| الكثافة السكانية (ن./كم²)                                 | 102.28        | 3.62         |
| العاصمة                                                   | أنقرة         | جورج تاون    |
| اللغة الرسمية                                             | اللغة التركية | لغة إنجليزية |
| العملة                                                    | ليرة تركية    | دولار غياني  |
| الناتج المحلي الإجمالي (بليون دولار)                      | 851.10 مليار  | 3.68 مليار   |
| الناتج المحلي الإجمالي (تعادل القوة الشرائية) بليون دولار | 1.57 تريليون  | 5.77 مليار   |
| الناتج المحلي الإجمالي الاسمي للفرد دولار أمريكي          | 9.12 ألف      | 4.13 ألف     |
| الناتج المحلي الإجمالي للفرد دولار أمريكي                 | 19.79 ألف     |              |
| مؤشر التنمية البشرية                                      | 0.761         |              |
| رمز المكالمات الدولي                                      | +90           | +592         |
| رمز الإنترنت                                              | .tr           | .gy          |
| المنطقة الزمنية                                           | ت ع م+03:00   | 00           |

## منظمات دولية مشتركة
يشترك البلدان في عضوية مجموعة من المنظمات الدولية، منها:
| علم المنظمة | اسم المنظمة                               | تاريخ انضمام تركيا | تاريخ انضمام غيانا |
| ----------- | ----------------------------------------- | ------------------ | ------------------ |
|             | مؤسسة التنمية الدولية                     | 22 ديسمبر 1960     | 4 يناير 1967       |
|             | يونسكو                                    | 4 نوفمبر 1946      | 21 مارس 1967       |
|             | وكالة ضمان الاستثمار متعدد الأطراف        | 3 يونيو 1988       | 18 يناير 1989      |
|             | الأمم المتحدة                             | 24 أكتوبر 1945     | 20 سبتمبر 1966     |
|             | الاتحاد البريدي العالمي                   | ?                  | ?                  |
|             | البنك الدولي للإنشاء والتعمير             | 11 مارس 1947       | 26 سبتمبر 1966     |
|             | الاتحاد الدولي للاتصالات                  | 1866               | 8 مارس 1967        |
|             | منظمة حظر الأسلحة الكيميائية              | ?                  | ?                  |
|             | مؤسسة التمويل الدولية                     | 19 ديسمبر 1956     | 4 يناير 1967       |
|             | المركز الدولي لتسوية المنازعات الاستشارية | 2 أبريل 1989       | 10 أغسطس 1969      |
|             | منظمة التجارة العالمية                    | 26 مارس 1995       | ?                  |
|             | منظمة الشرطة الجنائية الدولية             | ?                  | ?                  |

## وصلات خارجية
- موقع وزارة الخارجية التركية
- موقع وزارة الخارجية الغيانية